# V810 Centauri

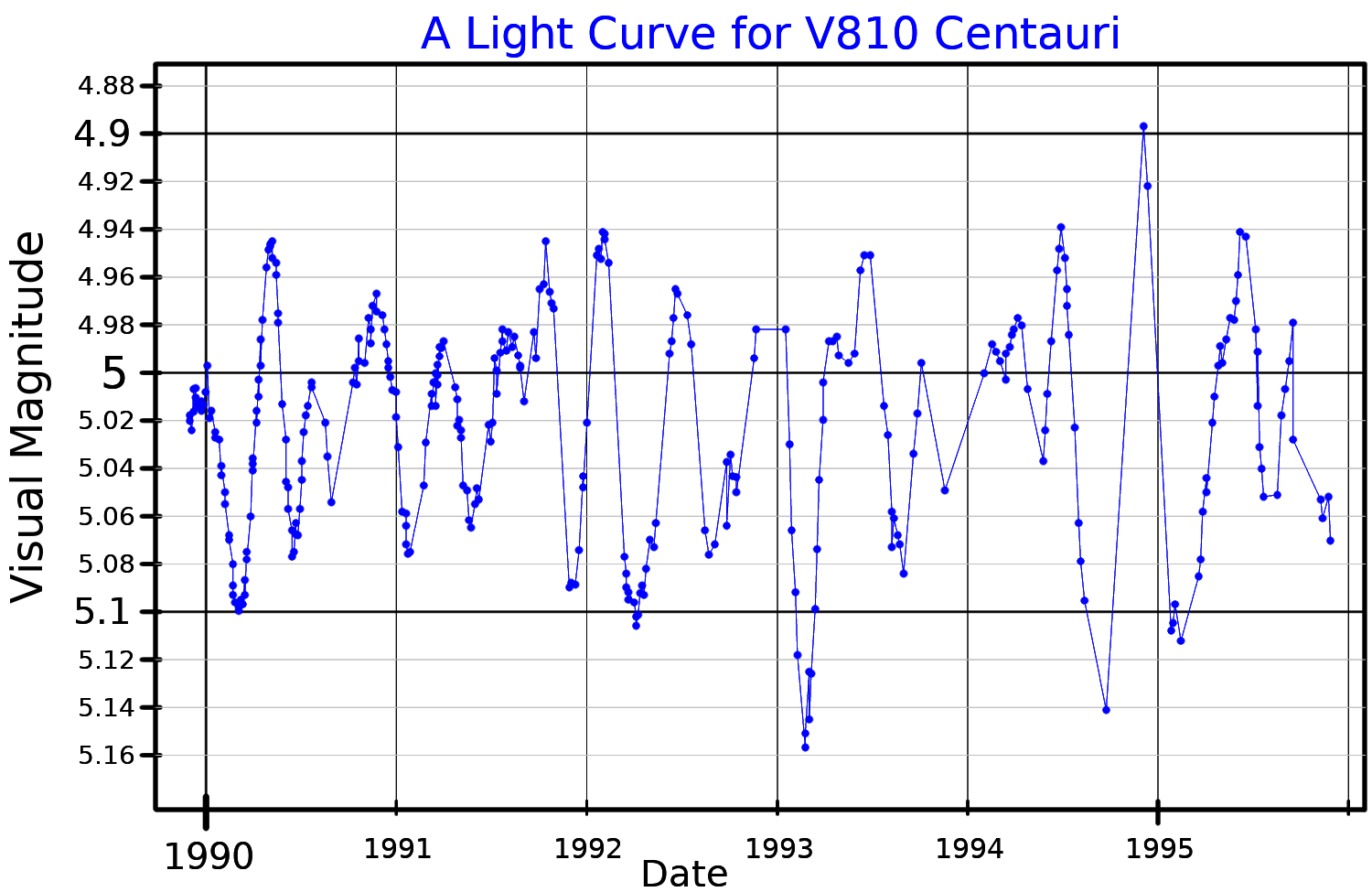
Curva de luz (banda visual) de V810 Centauri

V810 Centauri é uma estrela binária na constelação de Centaurus. Tem uma magnitude aparente visual média de 5,03, sendo visível a olho nu em locais com baixa poluição luminosa. Com base em sua luminosidade, está a uma distância estimada de 3300 a 3500 parsecs (10800-11400 anos-luz) da Terra.
O componente primário do sistema V810 Centauri é uma supergigante amarela com um tipo espectral de F8Ia. Inicialmente com uma massa de 25 vezes a solar, a estrela já perdeu 5 massas solares desde que estava na sequência principal, e está atualmente no limite azul da faixa de instabilidade. A estrela expandiu-se para um raio 420 vezes superior ao raio solar e está brilhando com 200 000 vezes a luminosidade solar. Sua fotosfera tem uma temperatura efetiva de 6 000 K, que é próxima da menor temperatura que a estrela vai alcançar antes de voltar e evoluir em direção ao azul. O componente secundário, detectado a partir do espectro ultravioleta do sistema, é uma gigante azul de tipo espectral B0III. Tem uma massa parecida à da supergigante e um raio menor de 14 raios solares. Apesar de ter uma luminosidade alta de 125 000 vezes a solar, é 3 magnitudes menos brilhante já que emite a maior parte de sua energia fora da faixa visível.
A estrela primária é uma variável semirregular com vários períodos de baixa amplitude detectados, variando sua magnitude aparente entre 4,95 e 5,12. O período dominante, com a maior amplitude, é igual a 156 dias e corresponde a uma pulsação radial na frequência fundamental, igual às pulsações das Cefeidas. Outros períodos entre 89 e 234 dias foram identificados, incluindo dois mais fortes de 107 e 185 dias, que podem corresponder a pulsações não radiais na estrela.
O sistema V810 Centauri já foi considerado um possível membro do aglomerado aberto Stock 14, a uma distância de 2,6 kpc, mas parece estar mais distante. Medições de velocidade radial confirmaram que não é membro, tendo uma velocidade 10 km/s menor que a média do aglomerado.